# Virginie Razzano
Virginie Razzano es una tenista profesional nacida el 12 de mayo de 1983 en Dijon (Francia).
La tenista francesa ha ganado varios títulos del circuito challenger y del circuito profesional WTA tanto en individuales como en dobles.
Una de sus actuaciones más destacadas fue la victoria de Juniors en Roland Garros 2000, al derrotar en la final a María Emilia Salerni (ARG) en un encuentro en el que levantó dos match points para llevarse el título, con parciales de 5-7, 6-4 y 8-6.
En 2012, cuando ocupaba el puesto 111 en la clasificación mundial, ganó a Serena Williams en primera ronda de Roland Garros, tras una remontada. En segunda ronda, perdió ante Arantxa Rus.

## Títulos (3; 2+1)

### Individuales (2)
| Leyenda                    |
| Grand Slam (0)             |
| WTA Tour Championships (0) |
| Tier I (0)                 |
| WTA Tour (2)               |

| N.º | Fecha                 | Torneo | Superficie | Oponente en la final | Resultado      |
| --- | --------------------- | ------ | ---------- | -------------------- | -------------- |
| 1.  | 6 de octubre de 2007  | Cantón | Dura       | Tzipora Obziler      | 6-0 6-3        |
| 2.  | 13 de octubre de 2007 | Tokio  | Dura       | Venus Williams       | 4-6 7-6(7) 6-4 |

### Finalista en individuales (4)
- 2004: Tashkent (pierde ante Nicole Vaidišová).
- 2007: Forest Hills (pierde ante Gisela Dulko).
- 2009: Dubái (pierde ante Venus Williams).
- 2009: Eastbourne (pierde ante Caroline Wozniacki).

### Clasificación en torneos del Grand Slam
| Torneo                 | 2008 | 2007 | 2006 | 2005 | 2004 | 2003 | 2002 | 2001 | 2000 | 1999 | Títulos |
| ---------------------- | ---- | ---- | ---- | ---- | ---- | ---- | ---- | ---- | ---- | ---- | ------- |
| Australian Open        | 3r   | 2r   | 3r   | 1r   | -    | 2r   | 1r   | 3r   | 1r   | -    | 0       |
| Roland Garros          | 1r   | 1r   | 1r   | 3r   | 2r   | 1r   | 2r   | 3r   | 3r   | 1r   | 0       |
| Wimbledon              |      | 1r   | 1r   | 2r   | 2r   | 2r   | 2r   | 1r   | -    | -    | 0       |
| US Open                | 1r   | 2r   | 4r   | 2r   | 1r   | 2r   | 2r   | 2r   | -    | -    | 0       |
| WTA Tour Championships |      | -    | -    | -    | -    | -    | -    | -    | -    | -    | 0       |

### Dobles (1)
| Leyenda                    |
| Grand Slam (0)             |
| WTA Tour Championships (0) |
| Tier I (0)                 |
| WTA Tour (1)               |

| N.º | Fecha                 | Torneo | Superficie | Pareja     | Oponentes en la final        | Resultado |
| --- | --------------------- | ------ | ---------- | ---------- | ---------------------------- | --------- |
| 1.  | 17 de febrero de 2001 | París  | Carpeta    | Iva Majoli | Kimberly Po Nathalie Tauziat | 6-3 7-5   |